# Anaissus chassaini
Anaissus chassaini là một loài bọ cánh cứng trong họ Elateridae. Loài này được Riese miêu tả khoa học năm 2007.